# Skradnik (Sjenica)
Skradnik (Servisch cyrillisch Скрадник) is een plaats in de Servische gemeente Sjenica. De plaats telt 2 inwoners (2002).